# Ramenskoje
Ramenskoje (Russisch: Раменское) is een stad in de Russische oblast Moskou op 46 kilometer ten zuidoosten van Moskou. Bij de Russische volkstelling van 2002 leefden er 82.074 mensen in de nederzetting. In 2000 waren dit er 85.100, in 1974 69.000 en in 1939 slechts 28.000.
Het bekendste object in Ramenskoje is LII (vliegtuigbouwonderzoeksbureau vernoemd naar Gromov), waar de grote meerderheid van de Sovjet-Russische vliegtuigen zijn getest. De vliegtuigbasis van de stad heeft twee startbanen, een van ongeveer vijf kilometer lang en een van 2,8 kilometer lang.
De naam van de nederzetting is afkomstig van het klassieke woord "раменье" (ramenye), dat "het centrum van het bos" betekent.